# Тенмусу

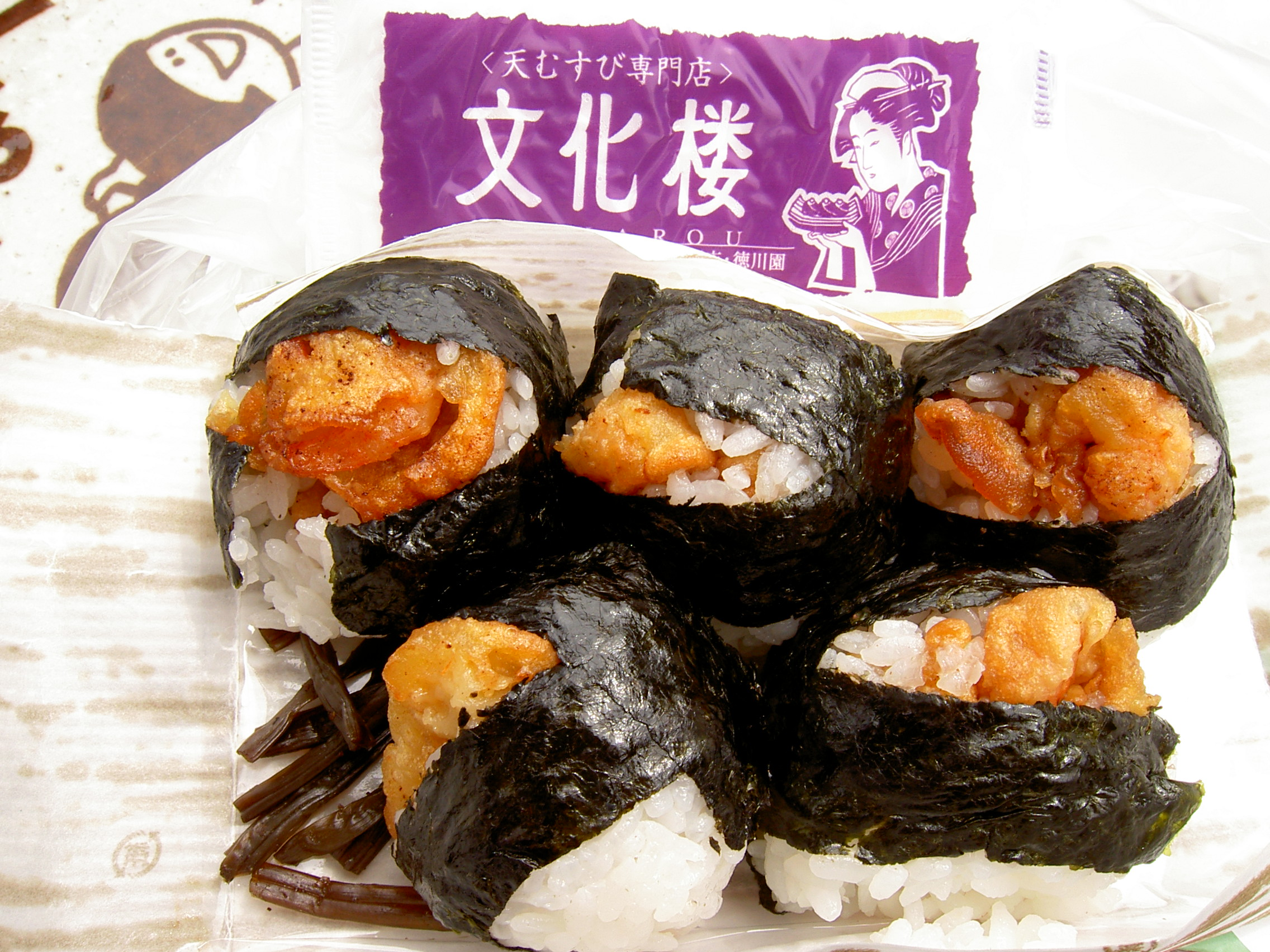

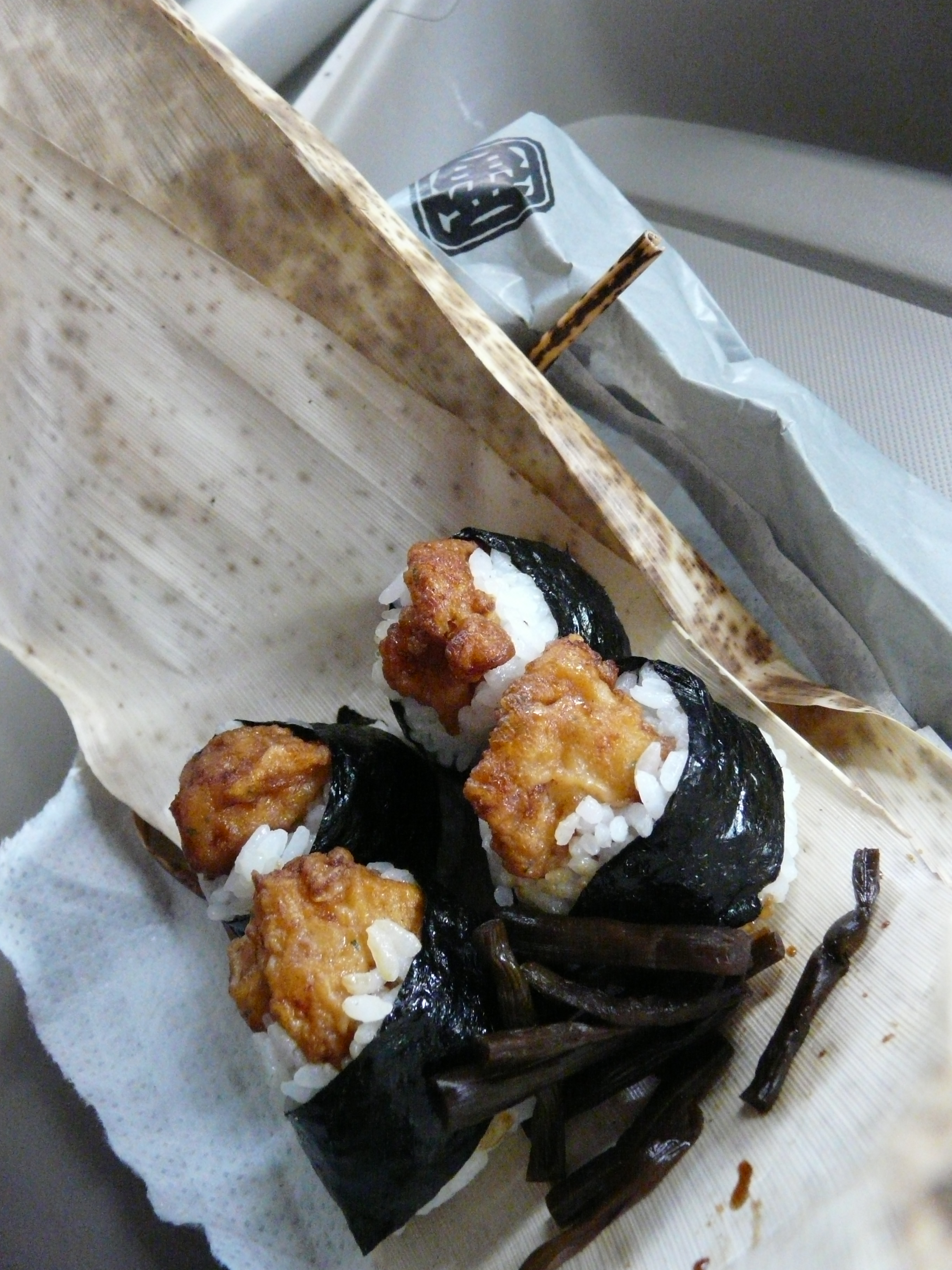
Tenmusu

Тенму́су (яп. 天むす) — страва японської кухні, що складається з рисової кульки з темпурою десятиногих крабів, обгорнутої листком норі. Часом тенмусу входить до складу ланчу, що пропонується в бенто, спеціальних коробочках для їжі, які беруть з собою в подорожі, на роботу тощо.

## Історія
Страва тенмусу була винайдена в префектурі Міє, зараз тенмусу вважається типовою стравою для міста Нагоя.